# Universidad de Basilea
La Universidad de Basilea (en alemán: Universität Basel, en francés: Université de Bâle, en italiano: Università di Basilea, en latín: Universitas Basiliensis) está ubicada en Basilea, Suiza. Fundada el 4 de abril de 1460, es la universidad más antigua de Suiza y una de las más antiguas del mundo. La universidad se cuenta tradicionalmente entre las principales instituciones de enseñanza superior del país.
Se considera uno de los lugares de nacimiento del humanismo europeo, en parte debido a la herencia intelectual de Erasmo de Rótterdam, que estuvo activo aquí. En el siglo XIX, entre las personas más famosas que enseñaron en la universidad figura el filósofo y poeta alemán Friedrich Nietzsche (profesor de lengua y literatura griegas), junto con el historiador del arte Jacob Burckhardt. Hasta la fecha, un total de nueve ganadores del Premio Nobel y dos Presidentes Federales suizos han estudiado o enseñado en la universidad.
La Biblioteca Universitaria asociada de Basilea es una de las bibliotecas más importantes de Suiza. Las instalaciones universitarias, que se dividen en siete facultades, están distribuidas por todo el centro de la ciudad. El Kollegienhaus, construido en 1939 según las formas y líneas del Racionalismo, con varias salas de conferencias y un salón de actos con espacio para 500 personas, así como oficinas de trabajo y administración, está situado en el lado sur de la Plaza de San Pedro.

## Organización

### Algunas de sus facultades
- Teología
- Derecho
- Medicina
- Humanidades
- Ciencias
- Negocios y Economía
- Psicología
- Nanotecnología
- Artes

## Historia
Con el apoyo del concejo de Basilea y privilegiados por el Papa Pío II, la universidad de Basilea fue fundada en 1460 (siendo en la actualidad, la universidad más antigua de Suiza). Originalmente, constaba de tres facultades principales (la divinidad, leyes y medicina), al igual que una facultad de artes, la cual estaba diseñada para preparar estudiantes de las otras tres facultades.
La biblioteca de la universidad fue fundada en 1622 y comprende la colección existente de la universidad y los ejemplares de algunos claustros secularizados, siendo en la actualidad una de las más importantes de Europa.
En 1889, se toma la decisión de admitir a mujeres en las facultades, siendo aceptada en 1890 la primera en la historia de la universidad.
Después de que los nacionalsocialistas tomaran el poder en Alemania en 1933, numerosos académicos alemanes de renombre emigraron a Basilea a causa de la situación política, y algunos académicos suizos también regresaron. Entre ellos se encuentran el profesor de derecho Arthur Baumgarten (1933), los teólogos Karl Barth (1935) y Fritz Lieb (1937), el bioquímico y filósofo Yeshayahu Leibowitz (1934) y, tras el fin de la Segunda Guerra Mundial, el filósofo y psiquiatra Karl Jaspers de la Universidad de Heidelberg (1948) y el cirujano Rudolf Nissen (1952).
En 1937, las ciencias naturales se combinaron oficialmente en la Facultad de Filosofía y Ciencias Naturales. El mundialmente conocido Biocentro de la Universidad de Basilea fue añadido en 1971. La amalgama de los temas económicos llevó a la formación del Centro de Ciencias Económicas (WWZ) en 1988. La Facultad de Psicología se fundó en 2003.

## Grandes nombres
Erasmo, Paracelso, Daniel Bernoulli, Jacob Burckhardt, Leonhard Euler, Friedrich Nietzsche, Eugen Huber, Oscar Cullmann, Tadeus Reichstein, Werner Arber y Carl Gustav Jung son algunos de los nombres asociados a esta universidad. Más recientemente se puede agregar al teólogo protestante Karl Barth, considerado por protestantes y católicos el más importante del siglo XX. Hasta la fecha, un total de nueve ganadores del Premio Nobel y dos Presidentes Federales suizos han estudiado o enseñado en la universidad.

## Reputación
La Universidad de Basilea es considerada una de las 100 mejores universidades del mundo. Las clasificaciones bien respetadas dan fe del rendimiento académico internacional de la Universidad de Basilea:
- Times Higher Education World University Ranking (2020): 94[6]
- Clasificación de Leiden (2016): 45[7]
- Ranking Académico de las Universidades del Mundo (2019): 87[8]